# Cenner Mihály
Cenner Mihály (Budapest, 1917. október 28. – Budapest, 2001. december 3.) magyar színháztörténész és szakíró. Számos szakmai kiadvány szerzőjeként vált ismertté, jelentős ismeretterjesztő tevékenységet végzett. Az intézet 1952-es megalakulásától kezdve egészen a nyugdíjazásáig az Országos Színháztörténeti Múzeum és Intézetnél, illetve annak több jogelődjénél dolgozott osztályvezetőként és munkatársként.

## Élete és munkássága
Egyetemi tanulmányait a budapesti Magyar Királyi Pázmány Péter Tudományegyetem jogi karának keretei között folytatta, itt is szerzett oklevelet. 1952-től egészen nyugdíjazásáig az Országos Színháztörténeti Múzeum és Intézetnél, valamint az intézmény több jogelődjénél, az Országos Színháztörténeti Múzeumnál, a Színháztudományi és Filmtudományi Intézetnél, a Színháztudományi Intézetnél és a Magyar Színházi Intézetnél munkálkodott mint munkatárs, illetve osztályvezető. Munkássága során ismeretterjesztő tevékenységet végzett, mely jelentősnek számít szakterületében. Több forgatókönyvet írt magyar színháztörténeti témájú kiállításokhoz, illetve több ilyen jellegű kiállítás rendezőjeként is számon tartják.
Első jelentősebb szakmai kötete 1954-ben A magyar színház története cím alatt jelent meg Budapesten. Ezután több színész és színésznő életrajzát dolgozta fel önálló munka formájában, ezek között van Jászai Mari (1957), Prielle Kornélia (1957) és Márkus Emília (1961) életműve is. 1962-ben Hont Ferenc mellett társszerzőként működött közre a Magyar színháztörténet című munkánál. 1963 és 1966 között két kötetben jelentették meg Magyar színészportrék című albumát. Magyar színészet Székesfehérvárott és Fejér megyében című 1972-es műve a regionális színházi témájú kötetek fontos darabja. Egy évvel később, 1973-ban jelent meg Magyar színészportrék katalógusa: 1790–1944 című munkája, melyben a színészekről készített képzőművészeti ábrázolásokat dolgozza fel. A mű a magyar általános színháztörténeti művekhez sorolható.
Az elkövetkező években számos újabb színészeti biográfiája jelent meg különböző kiadóknál, majd 1982-ben jelent meg a Hont Ferenccel közösen írt A színház világtörténete című kétkötetes szakmabeli könyvet. Ebben az évben adták ki a Világtörténet évszámokban című háromkötetes munkát is, amelynek készítésénél a színháztörténész közreműködőként volt jelen. 1985-ben Székely Györggyel társszerzésben adták ki A magyar színészet nagy képeskönyve című könyvét, ami a legjelentősebb művészek fotóiból ad válogatást, és a szakma területén szintén az általános jellegű munkákhoz tartozik. 1991-ben jelent meg Emlékkönyv a magyar színészet 200. évfordulójára című kiadványa. 2001. december 3-án hunyt el Budapesten.

## Művei
- A magyar színház története. Útmutató a Társadalom- és Természettudományi Ismeretterjesztő Társulat előadói számára. Budapest: Társadalom- és Természettudományi Ismeretterjesztő Társulat – Egyetemi Nyomda, 1954
- Jászai Mari – életrajz. Színháztörténeti füzetek, 6. kötet. Budapest: Színháztudományi és Filmtudományi Intézet – Országos Színháztörténeti Múzeum, 1957
- Prielle Kornélia – életrajz. Színháztörténeti füzetek, 2. kötet. Budapest: Színháztudományi és Filmtudományi Intézet – Országos Színháztörténeti Múzeum, 1957
- Márkus Emília – életrajz. Színháztörténeti könyvtár, 4. kötet. Budapest: Színháztudományi Intézet, 1961
- Az Országos Színháztörténeti Múzeum megalakulása és fejlődése: 1952–1960. Budapest: Theátrum, 1961
- Magyar színháztörténet – társszerző, Hont Ferenccel. Budapest: Gondolat – Színháztudományi Intézet, 1962
- Magyar színészportrék. Grafikus ábrázolások a 19. században. I–II. kötet. Budapest: Színháztudományi Intézet, 1963–1966
- A 60 éves Thália. Budapest: Theátrum, 1964
- A Nemzeti Színház – társszerző, Székely György szerkesztővel. Budapest: Gondolat, 1965
- A Bajor Gizi Múzeum – képes ismertető. 1970
- Magyar színészet Székesfehérvárott és Fejér megyében. Székesfehérvár: Vörösmarty Színház, 1972
- Magyar színészportrék katalógusa: 1790–1944. Budapest: Magyar Színházi Intézet, 1973
- Déryné alkonya. Ami a naplóból kimaradt: 1847–1872. Miskolc, 1975
- Bajor Gizi Színészmúzeum. Budapest: Magyar Színházi Intézet, 1979. ISBN 963-7601-19-8
- Hegedűs Gyula : adattár. Színháztörténeti füzetek, 64. kötet. Budapest: Magyar Színházi Intézet, 1979. ISBN 963-7601-38-4
- Tőkés Anna : szerepkatalógus.  Színháztörténeti füzetek, 68. kötet. Budapest: Magyar Színházi Intézet, 1980. ISBN 963-7601-53-8
- Hevesi Sándor. Színházi nevelési kísérlet. Zalaegerszeg: Magyar Művelődési Központ, 1980
- Egy élet dallama. Kálmán Imre emlékezete születésének centenáriumán. Siófok: Siófoki Városi Tanács V. B., 1982
- A színház világtörténete – társszerző, Hont Ferenccel. I–II. kötet. Budapest: Gondolat, 1982
- Világtörténet évszámokban – társszerző. I–III. kötet. Budapest: Gondolat, 1982. ISBN 963-281-053-8
- Diósszilágyi Sámuel: Hollósy Kornélia élete és művészete – szerkesztő. A Makói Múzeum füzetei. Makó: Makó Város Tanácsa V. B., 1985. ISBN 963-03-2030-4
- A magyar színészet nagy képeskönyve – társszerző, Székely Györggyel. Budapest: Corvina, 1985. ISBN 963-13-2183-5
- Kabos Gyula a színpadon. Budapest: Magyar Filmintézet, 1987
- Emlékkönyv a magyar színészet 200. évfordulójára. Budapest: Országos Színháztörténeti Múzeum és Intézet, 1991. ISBN 963-760-25-69
- Nizsinszkij Budapesten. Budapest: Országos Színháztörténeti Múzeum és Intézet, 1993. ISBN 963-7602-88-7
- A Margitszigeti Szabadtéri Színpad története: 1938–1993. Budapest: Szabad Tér, 1995. ISBN 963-7810-70-6